# Bundespolizeipräsidium

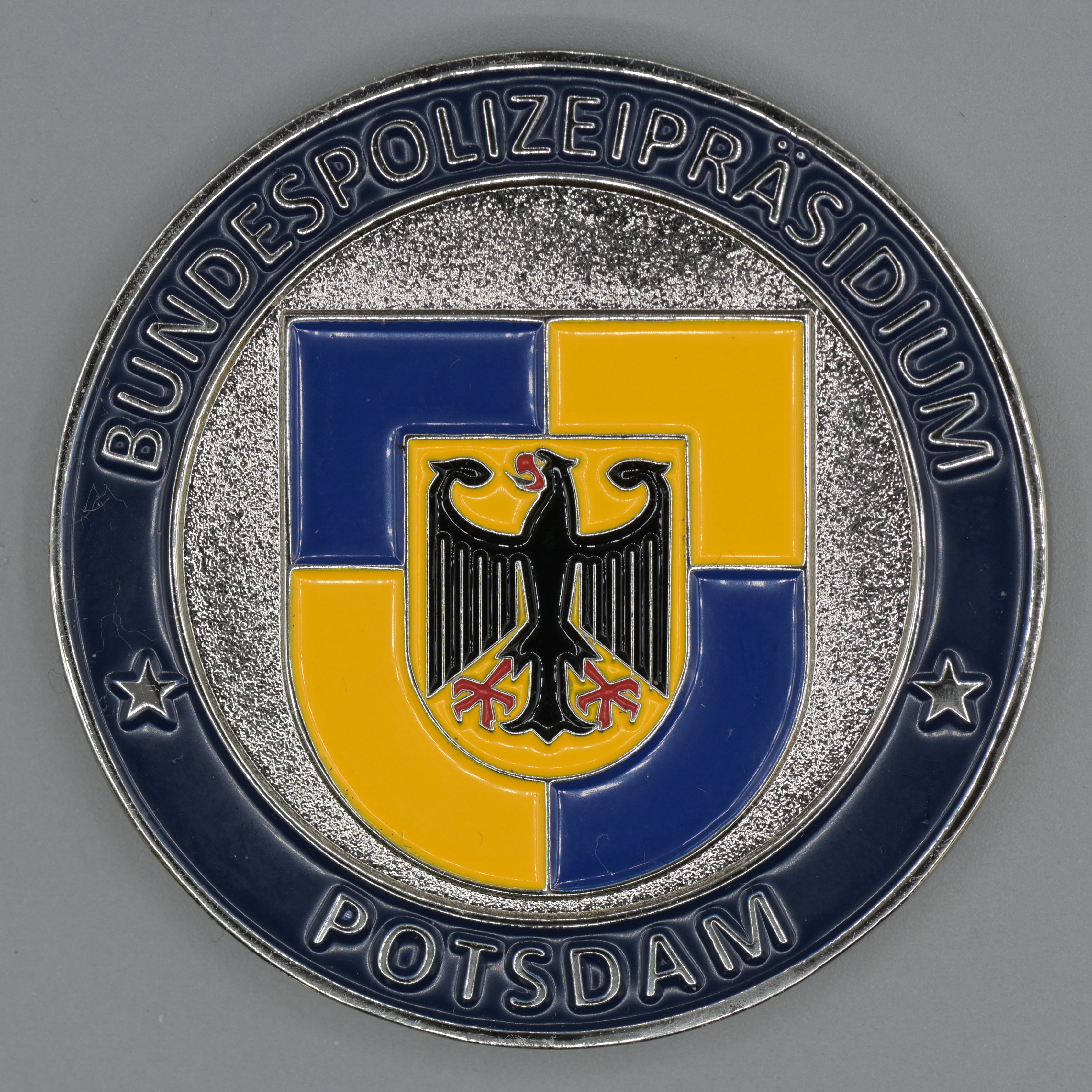
Coin des Bundespolizeipräsidiums

Das Bundespolizeipräsidium (BPOLP) ist eine Bundesoberbehörde und Bundespolizeibehörde mit Sitz in Potsdam. Es untersteht dem Bundesministerium des Innern (BMI) unmittelbar (§ 57 BPolG). Das Bundespolizeipräsidium steht an der Spitze der Bundespolizei und ist für die Dienst- und Fachaufsicht und für die polizeilich-strategische Ausrichtung der Bundespolizei zuständig. Präsident des Bundespolizeipräsidiums ist seit 1. August 2012 Dieter Romann, Vizepräsidenten sind seit Dezember 2022 Thomas J. Plank und seit April 2022 Peter Beiderwieden. Von den 4300 Mitarbeitern des Bundespolizeipräsidiums sind etwa 800 am Hauptsitz Potsdam beschäftigt.

## Gliederung
Das Bundespolizeipräsidium gliedert sich in acht Abteilungen mit jeweils mehreren Referaten. Dem Präsidenten ist der Leitungsstab (LS) mit den drei Bereichen LS 1 – Leitungsbüro, LS 2 – Presse und Öffentlichkeitsarbeit und LS 3 – Innenrevision/Prüfbehörde Fonds für Innere Sicherheit sowie die Vertrauensstelle der Bundespolizei zugeordnet. Ihm unterstehen die beiden Vizepräsidenten. Vizepräsident Plank führt die Abteilungen 1 bis 4 sowie die Nationale Qualitätskontrollstelle für die Luftsicherheit. Vizepräsident Beiderwieden führt die Abteilungen 5 bis 8. Bei ihm sind die Koordinierungsstelle zusätzliche Ressourcen Aus- und Fortbildung sowie der Datenschutzbeauftragte angegliedert.
Die acht Abteilungen mit den nachgeordneten Referaten sind:
- Abteilung 1 – Lage, Auswertung, Geheim- und Sabotageschutz
  - Referat 11 – Führungs- und Lagedienst
  - Referat 12 – Auswertung und Analyse
  - Referat 13 – Polizeiliche Erkenntnisbearbeitung und Auskunftsstelle VISA
  - Referat 14 – Gemeinsames Analyse- und Strategiezentrum illegale Migration – GASIM
- Abteilung 2 – Gefahrenabwehr
  - Referat 21 – Grundsatzangelegenheit der Führung und des Einsatzes
  - Referat 22 – Grenzpolizeiliche Aufgaben
  - Referat 23 – Bahnpolizeiliche Aufgaben
  - Referat 24 – Luftsicherheitsaufgaben
  - Referat 25 – Rückführung
- Abteilung 3 – Kriminalitätsbekämpfung
  - Referat 31 – Grundsatzangelegenheiten
  - Referat 32 – Fahndung, Politisch motivierte Kriminalität
  - Referat 33 – Kriminaltechnik, Erkennungsdienst und Urkunden
  - Referat 34 – Ermittlungskoordination und Zentrale Ermittlungen
  - Referat 35 – Besondere Einsatz- und Ermittlungsunterstützung
  - Referat 36 – Polizeifachliche Datenverarbeitung
- Abteilung 4 – Internationale Angelegenheiten
  - Referat 41 – Grundsatz und EU-Zusammenarbeit
  - Referat 42 – Internationale Zusammenarbeit
  - Referat 43 – Führung des Auslandseinsatzes
  - Referat 44 – Zuständige Behörde / ISF / Finanzermittel Ausland, Drittmittel
  - IPM – Geschäftsstelle der AG Internationale Polizeimissionen
- Abteilung 5 – Zentrum für Informations- und Kommunikationstechnik (IKTZ)
  - Zentralstelle IKT-Fachlichkeit
  - Referat 51 – IKT-Strategie, CERT
  - Referat 52 – Infrastruktur
  - Referat 53 – Service
  - Referat 54 – Produktmanagement
  - Referat 55 – Informationssicherheit
  - Referat 56 – Funkaufklärung
  - Referat 57 – Sprech- und Datenfunk
- Abteilung 6 – Polizeitechnik und Materialmanagement
  - Referat 61 – Grundsatzangelegenheiten der Polizeitechnik
  - Referat 62 – Bedarfsdeckung
  - Referat 63 – Querschnittsaufgaben
  - Referat 64 – Werkstätten und zentrale Serviceeinrichtungen
  - Referat 65 – Forschung und Erprobung FEM
  - Referat 66 – Medien
- Abteilung 7 – Recht, Personal, Aus- und Fortbildung, Spitzensportförderung
  - Referat 71 – Rechtsangelegenheiten
  - Referat 72 – Personal
  - Referat 73 – Personalnebenkosten, Auslandsbesoldung
  - Referat 74 – Zentrale Bußgeldstelle
  - Referat 75 – Aus- und Fortbildung, Spitzensportförderung
- Abteilung 8 – Haushalt, Organisation, Ärztlicher- und Sicherheitstechnischer Dienst
  - Referat 81 – Haushalt, Liegenschafts-, Gebäudemanagement
  - Referat 82 – Organisation, Controlling
  - Referat 83 – Ärztlicher und Sicherheitstechnischer Dienst
  - Referat 84 – Standortservice

Hinzu kommen unmittelbar zugeordnete Dienststellen der katholischen und evangelischen Seelsorge, der Beauftragte für den Haushalt, die Gleichstellungsbeauftragte sowie Interessenvertretungen (Gesamt-, Bezirks- und örtliche Personalräte, Gesamt-, Bezirks- und Schwerbehindertenvertretung).
Das Referat 56 betreibt funktechnische Aufklärung im Rahmen bundespolizeilicher Zuständigkeiten und unterstützt gemäß § 10 BPolG auch das Bundesamt für Verfassungsschutz auf dem Gebiet der Funktechnik.

## Nachgeordneter Bereich
Das Bundespolizeipräsidium hat – für Bundesoberbehörden eher untypisch – nachgeordnete Unterbehörden. Elf Bundespolizeidirektionen bestehen in Berlin, Pirna, München, Stuttgart, Flughafen Frankfurt Main, Koblenz, Sankt Augustin, Bad Bramstedt und Hannover, hinzu kommen die Direktion Bundesbereitschaftspolizei in Fuldatal und die Bundespolizeidirektion 11 in Berlin. Auch die Bundespolizeiakademie in Lübeck ist dem Bundespolizeipräsidium nachgeordnet, aber ihrerseits – wie das Bundespolizeipräsidium – für das gesamte Bundesgebiet zuständig. Nach klassischem Behördenaufbau hätte sie an sich den Rang einer eigenständigen Bundesoberbehörde, nach der Entscheidung des Gesetzgebers (§ 57 BPolG) ist ihr Rang unklassifiziert geblieben.

## Geschichte
Das Bundespolizeipräsidium wurde am 1. März 2008 gegründet. Zuvor war ein Aufbaustab zur Errichtung eingerichtet worden. Erster Präsident des neuen Präsidiums wurde Matthias Seeger. Am 20. Juli 2012 wurde Seeger in den einstweiligen Ruhestand versetzt.
Die frühere Bundespolizei – Zentralstelle für Information und Kommunikation (BPOLZSIUK) ist organisatorisch in der Form von drei Referaten in die Abteilung 5 des Bundespolizeipräsidiums eingegliedert worden. Das Referat 54 ist verantwortlich für das Produktmanagement polizeilicher IKT-Verfahren. Das ehemalige Referat 55 Einsatz- und Ermittlungsunterstützung gehört seit dem 1. August 2017 zur neu geschaffenen Bundespolizeidirektion 11.

## Leitung
Die Leitung des Bundespolizeipräsidiums besteht aus dem Präsidenten sowie zwei Vizepräsidentinnen/Vizepräsidenten. Der Präsident ist politischer Beamter und kann jederzeit in den einstweiligen Ruhestand versetzt werden (§ 54 Abs. 1 Nr. 8 BBG).
Das Amt des Präsidenten des Bundespolizeipräsidiums ist in die Besoldungsgruppe B 9 der Besoldungsordnung B des Bundes eingruppiert, die Ämter der Vizepräsidenten in Besoldungsgruppe B 6 und die der Abteilungsleiter in B 3.
Am 19. Februar 2016 wurde mit Ulrike Meuser zum ersten Mal eine Frau Vizepräsidentin der Bundespolizei.

### Präsidenten
1. Matthias Seeger (2008–2012)
2. Dieter Romann (seit 1. August 2012)[7]

### Vizepräsidenten
Amtierende Vizepräsidenten
- Peter Beiderwieden (seit April 2022)[8]
- Thomas J. Plank (seit Dezember 2022)[9]

Ehemalige Vizepräsidenten
- Wolfgang Lohmann (2008–2012)
- Franz-Josef Hammerl (2008)[10]
- Ralf Göbel (2009–2010)[11]
- Michael Frehse (2010–2012)[12]
- Franz Palm (2012–2016)[13]
- Jürgen Schubert (2012–2022)[14]
- Ulrike Meuser (2016–2022)